# Болотная (Свердловская область)
Болотная — упразднённый посёлок при станции Алапаевской узкоколейной железной дороги в административно-территориальной единице «Город Алапаевск» (иногда — муниципальном образовании «Город Алапаевск») Свердловской области Российской Федерации. Располагался в 7 км на северо-запад от Алапаевска, в 3 км севернее посёлка Западный у Норкинского болота.

Упразднён частью 12 статьи 1 Закона Свердловской области «Об упразднении отдельных населённых пунктов в Свердловской области. docs.cntd.ru. Дата обращения: 16 декабря 2020.» от 28 ноября 2001 года № 64-ОЗ:

Упразднить в Свердловской области следующие населённые пункты, из которых выехали жители:
…

12) посёлок Болотная, посёлок Торфяник, расположенные на территории административно — территориальной единицы город Алапаевск…